# Joachim Uhing
Joachim Uhing (* 28. Januar 1905; † 11. November 1984) war ein deutscher Ingenieur und Erfinder des Rollringgetriebes.

## Leben
Uhing studierte von 1926 bis 1928 Maschinenbau und Elektrotechnik an der Höheren Maschinenbauschule der Stadt Leipzig. Er gründete am 23. März 1943 in Kiel ein Ingenieurbüro, den Vorläufer der Joachim Uhing GmbH & Co. KG. Von 1973 bis 2017 war das Unternehmen in Mielkendorf seit 2017 in Flintbek bei Kiel ansässig.
Auslöser für Uhings wirtschaftlichen Erfolg war 1952 seine Erfindung des Rollringgetriebes. Mit diesem kraftschlüssigen Schraubentrieb war es möglich, auf rein mechanischem Wege die konstante Drehbewegung einer glatten Welle in kontinuierliche Hin- und Herbewegung mit stufenlos veränderlicher Geschwindigkeit und Hublänge umzuwandeln. Diese Eigenschaften machten das Rollringgetriebe insbesondere als Verlegung in der Wickeltechnik geeignet. So begann zunächst in der Draht- und Kabelindustrie der weltweite Siegeszug des Rollringgetriebes über die bis dahin starren Systeme, die bei Hub- oder Steigungsveränderung komplett ausgetauscht werden mussten und für lange Maschinenstillstände sorgten. Heute sind Rollringgetriebe überall dort im Einsatz, wo fadenförmiges Material aufgespult werden muss.
Eine weitere Entwicklung Uhings war die Wälzmutter, im Prinzip ein Rollringgetriebe ohne Veränderungsmöglichkeit von Steigungswert und Steigungssinn. Durch seine prinzipbedingte Spielfreiheit wurde es schnell Standardantrieb für verschiedenste Messmaschinen.
Die Beschäftigung mit kraftschlüssigen Produkten führte letztlich zur Entwicklung einer Linie von Spann- und Klemmelementen, die werkzeuglos die Fixierung von Spulen, Rollen und anderen festzusetzenden Elementen auf glatten Wellen ermöglichen.
Joachim Uhing wurde mehrfach wegen seiner erfinderischen Leistungen geehrt. So wurde ihm 1976 auf der internationalen Erfindermesse in Genf eine Goldmedaille für ein kraftschlüssiges Conveyersystem verliehen. 2009 erhielt er posthum von der WCTI (Wire & Cable Technology International) den Technical Achievement Award für die Erfindung des Rollringgetriebes.